# Počerny
Počerny (německy Putschirn) jsou vesnice, část statutárního města Karlovy Vary ve stejnojmenném okrese v Karlovarském kraji. Nachází se asi 4,5 kilometru západně od Karlových Varů. Prochází zde silnice II/222. Počerny jsou také název katastrálního území o rozloze 3,52 km².

## Historie
První písemná zmínka o vesnici pochází z roku 1523.

## Obyvatelstvo
Při sčítání lidu v roce 1921 ve vsi žilo 955 obyvatel (z toho 479 mužů), z nichž bylo třináct Čechoslováků, 928 Němců a čtrnáct cizinců. Až na dva evangelíky a devět lidí bez vyznání byli římskými katolíky. Podle sčítání lidu z roku 1930 měla vesnice 694 obyvatel: dvanáct Čechoslováků, 673 Němců a devět cizinců. Většina se hlásila k římskokatolické církvi, ale šest lidí bylo evangelíky a 120 jich bylo bez vyznání.
| Rok            | 1869 | 1880 | 1890 | 1900 | 1910  | 1921 | 1930 | 1950 | 1961 | 1970 | 1980 | 1991 | 2001 | 2011 | 2021 |
| -------------- | ---- | ---- | ---- | ---- | ----- | ---- | ---- | ---- | ---- | ---- | ---- | ---- | ---- | ---- | ---- |
| Počet obyvatel | 267  | 510  | 771  | 986  | 1 062 | 955  | 694  | 234  | 275  | 288  | 321  | 270  | 241  | 291  | 325  |
| Počet domů     | 35   | 51   | 59   | 68   | 70    | 71   | 67   | 71   | 71   | 48   | 67   | 73   | 73   | 91   | 108  |

## Obecní správa
Při sčítání lidu v roce 1869 Počerny byly osadou obce Jenišov v okrese Falknov. V letech 1880–1950 byly samostatnou obcí, se kterým patřily nejprve do okresu Karlovy Vary, ale v roce 1950 v okrese Karlovy Vary-okolí. V letech 1961–1975 byly částí města Stará Role v okrese Karlovy Vary. Od 1. ledna 1976 jsou částí statutárního města Karlovy Vary ve stejnojmenném okrese.

## Vybavenost
Uprostřed obce se nachází rybník a malý parčík. Ve východní části je fotbalové hřiště. Do budoucna se zde počítá se silničním obchvatem (na jihu), protože zde prochází frekventovaná silnice Chodov – Karlovy Vary.

## Osobnosti
Ve vesnici se narodil Johann Josef Loschmidt (1821–1895), který první odvodil počet částic plynu v jednotce objemu, tzv. Loschmidtovu konstantu (pamětní deska).